# جيرهارد هايبيرغ
جيرهارد هايبيرغ (بالنرويجية البوكمول: Gerhard Heiberg)‏ هو شخصية أعمال نرويجي، ولد في 20 أبريل 1939 في أوسلو في النرويج.

## وصلات خارجية
- جيرهارد هايبيرغ على موقع أوليمبيديا (الإنجليزية)

- جيرهارد هايبيرغ على موقع IMDb (الإنجليزية)